# Kaiserplatz (Francfort)
La Kaiserplatz, place de l'Empereur (anciennement Friedrich-Ebert-Platz). est une des places les plus importantes de la ville de Francfort-sur-le-Main, en Allemagne. Elle se trouve au croisement de la Friedensstraße, de la Kirchnerstraße et de la Bethmannstraße. Elle se trouve à proximité de la Commerzbank Tower.

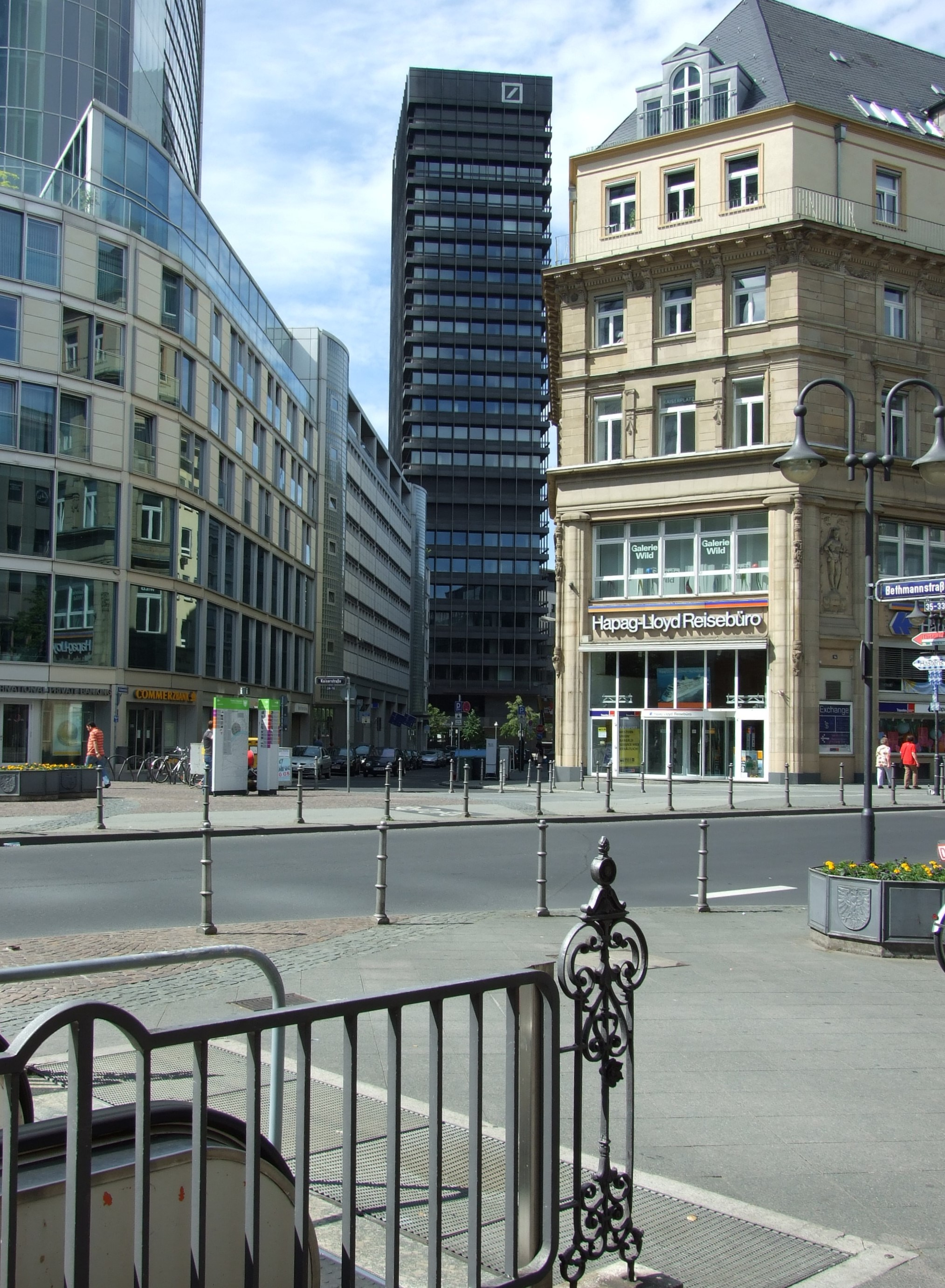
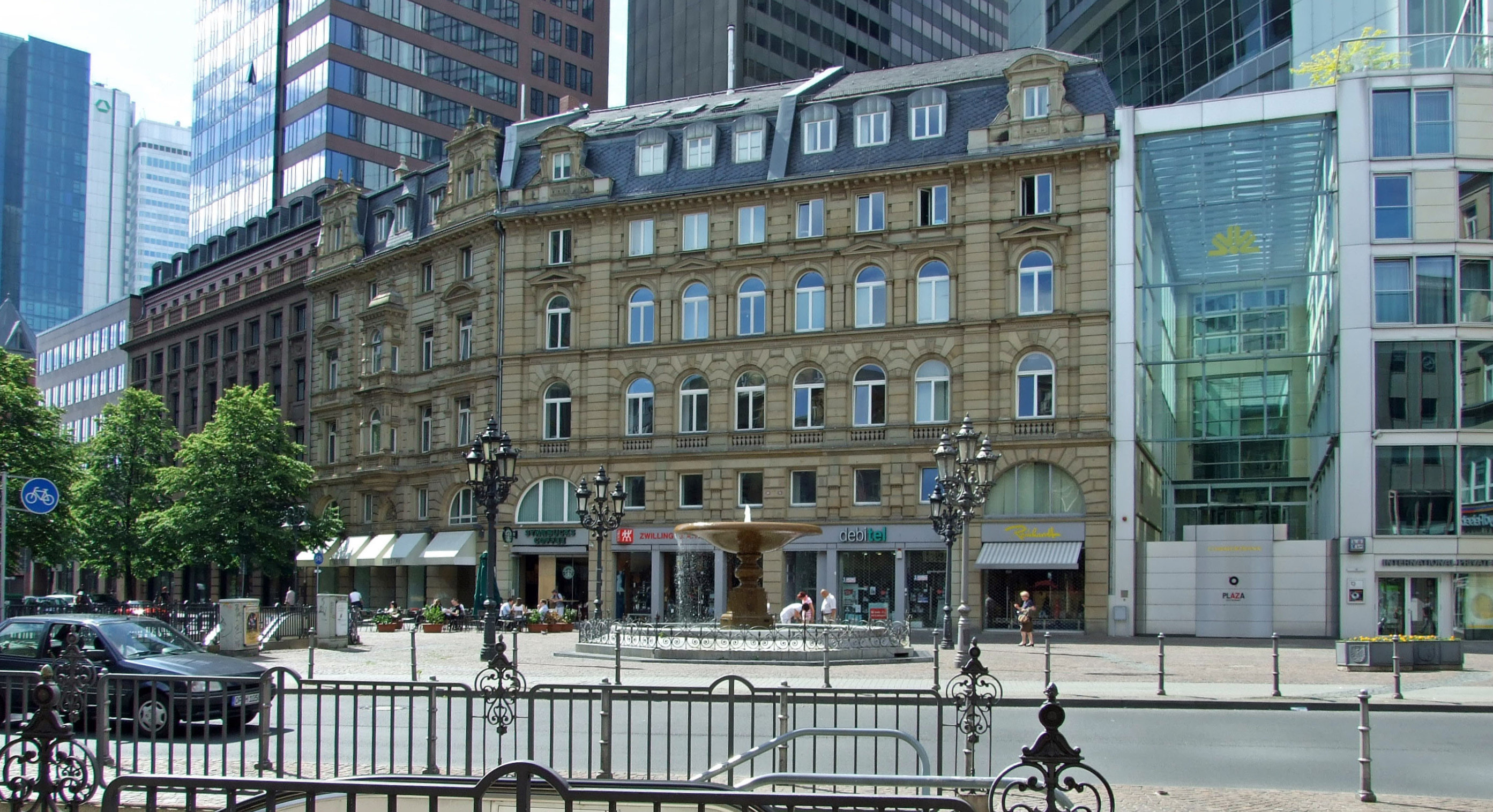